# Alojz Srebotnjak

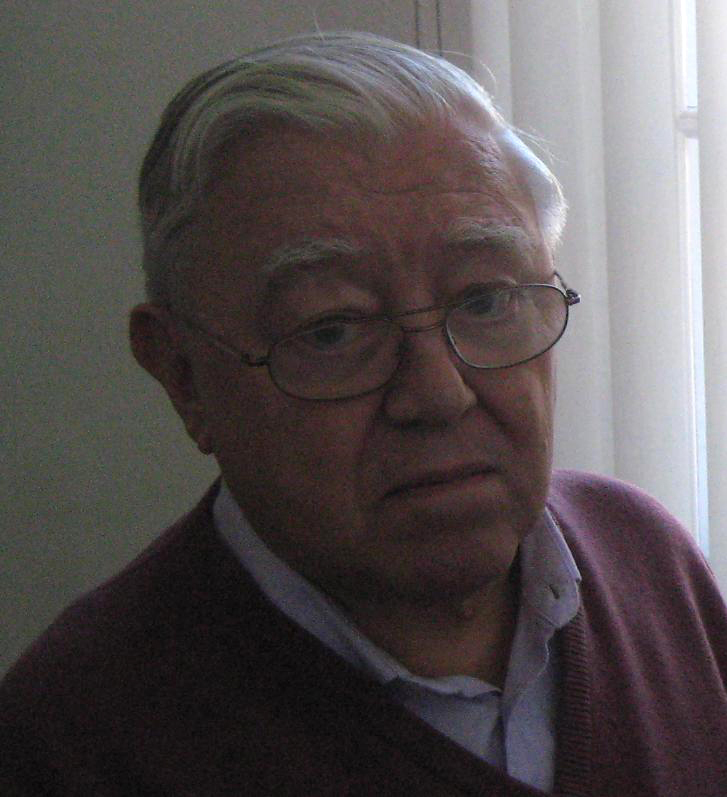
Alojz Srebotnjak

Alojz Srebotnjak (* 27. Juni 1931 in Postojna, Königreich Jugoslawien; † 1. Dezember 2010 in Ljubljana) war ein jugoslawischer bzw. slowenischer Komponist und Musikpädagoge.

## Biografie
Nach dem Schulbesuch studierte er an der Musikakademie Ljubljana Komposition bei Lucijan Marija Škerjanc und schloss dieses Studium 1958 ab. Im Anschluss folgten weitere Studienaufenthalte in Rom bei Boris Porrena, in London bei Peter Racine Fricker sowie in Siena an der Accademia Musicale Chigiana bei Vito Frazzi und Angelo Francesco Lavagnino.
1970 wurde er als Nachfolger von Lucijan Marija Škerjanc selbst zum Professor für Komposition an die Musikakademie Ljubljana berufen und war dort bis zu seiner Emeritierung 2001 tätig.
Daneben gehörte er zu den renommiertesten Komponisten zeitgenössischer klassischer Musik Sloweniens. Bekannt wurde er vor allem für seine Filmmusik für Filme wie Akcija (1960), Balada o trobenti in oblaku (1961), Stafeta mladosti (1962), Ein herrlicher Tag (1962), Zarota (1964), Nicht weinen, Peter (1964), Pastirci (1973), Praznovanje pomladi (1978) und zuletzt Oda Presernu (2001).
1999 erhielt er für sein Lebenswerk den Prešeren-Preis, die höchste Auszeichnung für Künstler in Slowenien.
Srebotnjak war mit der Pianistin Dubravka Tomšič Srebotnjak verheiratet und ist der Vater des Regisseurs Martin Srebotnjak.